# Larissa (departement)
Larissa (Grieks: Λάρισα, Lárisa) was een departement (nomos) in de Griekse regio Thessalië. De hoofdstad is de gelijknamige stad Larissa, die tevens de hoofdstad van de regio is. Het departement had 279.305 inwoners (2001).

## Geografie
Larissa is, op Etolia-Akarnania na, het grootste departement van Griekenland. Het departement grenst aan de Macedonische departementen Kozani in het noordwesten en Piëria in het noordoosten, het departement Magnesía in het zuidoosten, Fthiotis in het zuiden, Karditsa in het zuidwesten en Trikala in het westen. Larissa and Kozani zijn de twee Griekse departementen die aan het hoogste aantal andere departementen grenzen.
Onderdeel van het departement is het Tempedal, het noordoostelijk deel van de rivier de Punios en de hoogste berg van Griekenland, de Olympus, met een hoogte van 2917 meter.
Het zuiden, noorden en noordwesten zijn sterk bebost, maar het midden, zuidwesten, westen en zuidoosten bestaan uit vruchtbaar landbouwgebied, dat bekendstaat als de Thessalische vlakte. De dorre rotsen bevinden zich in het oosten en noordoosten, langs de Egeïsche Zee en in het gebied van de Olympus.
Het departement heeft een mediterraan klimaat, maar het klimaat is wel continentaler dan in de rest van Griekenland. Hierdoor is Larissa vaak de warmste, alsook de koudste plek van Griekenland.

## Plaatsen[2]
Door de bestuurlijke herindeling (Programma Kallikratis) werden de departementen afgeschaft vanaf 2011. Het departement “Larissa” werd een regionale eenheid (perifereiaki enotita). Er werden eveneens gemeentelijke herindelingen doorgevoerd, in de tabel hieronder “Gemeente” genoemd.
| Plaats       | Hoofdplaats (vroeger) | Postcode    | Gemeente | Hoofdplaats van de gemeente |
| ------------ | --------------------- | ----------- | -------- | --------------------------- |
| Agia         |                       | 400 03      | Agia     | Agia                        |
| Ampelakia    |                       | 400 04      | Tempi    | Tempi                       |
| Ampelonas    |                       | 404 00      | Tyrnavos | Tyrnavos                    |
| Antichasia   | Kranea                | 400 01      | Elassona | Elassona                    |
| Armenio      |                       | 415 00      | Kileler  | Nikaia                      |
| Elassona     |                       | 402 00      | Elassona | Elassona                    |
| Enippeas     | Megalo Evydrio        | 403 00      | Farsala  | Farsala                     |
| Evrymenes    | Stomio                | 400 07      | Agia     | Agia                        |
| Farsala      |                       | 403 00      | Farsala  | Farsala                     |
| Giannouli    |                       | 415 00      | Larisa   | Larisa                      |
| Gonnoi       |                       | 400 04      | Tempi    | Tempi                       |
| Karya        |                       | 402 00      | Elassona | Elassona                    |
| Kato Olympos | Pyrgetos              | 400 07      | Tempi    | Tempi                       |
| Kileler      |                       | 415 00      | Kileler  | Nikaia                      |
| Koilada      |                       | 415 00      | Larisa   | Larisa                      |
| Krannonas    | Agioi Anargyroi       | 415 00      | Kileler  | Nikaia                      |
| Lakereia     | Dimitra               | 400 03      | Agia     | Agia                        |
| Larisa       |                       | 410 t/m 414 | Larisa   | Larisa                      |
| Livadi       |                       | 400 02      | Elassona | Elassona                    |
| Makrychori   |                       | 400 06      | Tempi    | Tempi                       |
| Melivoia     | Sotiritsa             | 400 03      | Agia     | Agia                        |
| Narthaki     |                       | 403 00      | Farsala  | Farsala                     |
| Nessonas     | Sykourio              | 400 06      | Tempi    | Tempi                       |
| Nikaia       |                       | 415 00      | Kileler  | Nikaia                      |
| Olympos      | Kallithea             | 40200       | Elassona | Elassona                    |
| Platykampos  |                       | 400 09      | Kileler  | Nikaia                      |
| Polydamantas | Vamvakou              |             | Farsala  | Farsala                     |
| Potamia      | Vlachogiannio         | 401 00      | Elassona | Elassona                    |
| Sarantaporo  |                       | 402 00      | Elassona | Elassona                    |
| Tsaritsani   |                       |             | Elassona | Elassona                    |
| Tyrnavos     |                       | 401 00      | Tyrnavos | Tyrnavos                    |
| Verdikousa   |                       | 400 05      | Elassona | Elassona                    |